# Jason Williams (basketballer, 1975)
Jason Chandler Williams (Belle, West Virginia, 18 november 1975) is een Amerikaans voormalig basketbalspeler in de NBA. Williams kwam vanaf 2009 uit voor de Orlando Magic, waar hij als point-guard speelde. Na een korte terugkeer bij de Memphis Grizzlies gaf Williams in april 2011 aan te stoppen met basketbal vanwege aanhoudende rugklachten.